# Passé et Pensées

Couverture d'une édition de 1945 à Léningrad.

Passé et Pensées (parfois Passé et Méditation; en russe: «Было́е и ду́мы», Byloïe i doumy) est le titre des Mémoires de l'écrivain russe Alexandre Herzen (1812-1870), qui présentent un panorama sans précédent de la vie russe et européenne au milieu du XIXe siècle. Ce livre est dédié à Nikolaï Ogariov.

## Composition
L'écriture du livre a été précédée d'une période difficile dans la vie de l'auteur : non seulement ses vues révolutionnaires se sont effondrées, mais aussi sa famille. 
Le succès des premiers chapitres (sur le serment de la jeunesse sur la colline des Moineaux, les années universitaires, etc.) a été extraordinaire. 
Des chapitres à part ont été écrits avec un intervalle de plusieurs années et ont été publiés dans L'Étoile polaire, principalement en 1852-1855, bien qu'il ait complété et révisé leur magnum opus. Herzen a continué à l'écrire jusqu'en 1868, pratiquement à la fin de sa vie. 
Son chapitre le plus connu et le plus sincère, « Tourbillon du cœur » («Кружение сердца»), décrit les relations de Herzen et de sa femme avec le couple Herwegh. En effet Natalia a eu une liaison avec le poète révolutionnaire Herwegh et Alexandre Herzen ne s'est réconcilié avec sa femme qu'en 1851.

## Contenu

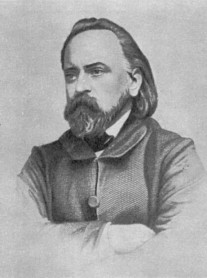
Portrait d'Alexandre Herzen.

- Première partie « Enfance et université » (1812-1834) — la vie dans la maison paternelle[7]
- Deuxième partie « Prison et exil » (1834-1838) — l'affaire de lèse-majesté[8]
- Troisième partie « Vladimir-sur-Kliazma » (1838-1839) — l'histoire d'amour de Herzen et de Natalia Zakharina[9]
- Quatrième partie « Moscou, Pétersbourg et Novgorod » (1840-1847) — sur les occidentalistes et les slavophiles[10]
- Cinquième partie « Paris — Italie — Paris (1847-1852): avant et après la révolution » — les  premières anпées passées par Herzen en Europe occidentale et pendant le « Printemps des peuples »[11]
- Sixième partie « Angleterre (1852-1864)» — la période de la vie de l'auteur à Londres après la mort de sa femme[12]
- Septième partie « Émigration russe » — la description de ses rapports avec Bakounine et Pétchérine[13]
- Huitième partie (1865-1868) — les impressions de Herzen sur ses voyages en Europe[14]
- Neuvième partie « Lettres anciennes » — la correspondance avec Belinski, Tchaadaïev, Granovski, etc.

## Commentaires
Dmitri Sviatopolk-Mirski
« Pour la plupart des lecteurs, cette autobiographie demeure le livre le plus important de Herzen. Son attrait réside principalement dans sa liberté et sa sincérité pure. Non pas qu'il n'y ait pas eu de pose, Herzen est trop français et trop romantique pour se passer de pose. Herzen est un des derniers grands écrivains russes, qui ait été éduqué dans la langue française, et il n'a pas du tout peur de gallicisme sincère et manifeste. C'est la langue d'un homme polyglotte. Mais c'est précisément la sienne, la langue de Herzen, et elle possède une vitalité tout à fait spontanée et poétique. Elle a le charme de la liberté et de la spontanéité, c'est un discours fluide et riche d'un interlocuteur passionné, brillant. »
« Herzen est un grand portraitiste impressionniste, et ses impressions (en français dans le texte) sur son père et d'autres membres de sa famille, sur les idéalistes moscovites et les chefs de la révolution européenne sont d'une vivacité inoubliable. La facilité de son toucher, glissant, sans aucune pression, confère à ces portraits une mobilité merveilleusement convaincante. Non moins remarquables sont les passages du livre où il apporte une large base historique à son histoire ; les premières parties, racontant sa vie avant l'exil, contiennent l'aperçu le plus étendu, le plus véridique et le plus perspicace de l'histoire sociale et culturelle russe de la première moitié du XIXe siècle. C'est un grand classique historique ».

## Adaptations à l'écran
- Passé et Pensées (1973) de Lev Elaguine, série télévisée de 17 épisodes (Télévision centrale soviétique).

## Traductions en français
- Passé et Méditation (Byloïé i Doumy), traduit par Daria Olivier, Coll Classiques slaves, Éditions L'Âge d'Homme, Lausanne, 1974.

## Source de la traduction
- (ru) Cet article est partiellement ou en totalité issu de l’article de Wikipédia en russe intitulé « Былое и думы » (voir la liste des auteurs).